# ChileAtiende
ChileAtiende es la red multiservicios y multicanal del Gobierno de Chile, que busca acercar los beneficios y servicios de las instituciones públicas a las personas.

## Historia
Entre abril y noviembre de 2011, se inició la etapa piloto de ChileAtiende. La red se montó sobre las sucursales ya existentes del Instituto de Previsión Social (IPS). Durante ese periodo, se realizaron más de 200.000 atenciones de otras instituciones, se afinó el modelo y se preparó el lanzamiento oficial.
El 9 de enero de 2012 se realizó el lanzamiento del programa ChileAtiende, la iniciativa permitía realizar más de 70 trámites y beneficios de nueve instituciones públicas, en 142 sucursales a lo largo del país; por otro lado, se contaba con el sitio oficial, que contenía información sobre más 1.800 trámites y servicios.
El 3 de septiembre de 2013 el presidente de la República de Chile Sebastián Piñera junto con los ministros Cristián Larroulet, y Bruno Baranda, firmó el proyecto de Ley que crea el Servicio Nacional de Atención Ciudadana “ChileAtiende”, una red pública de multiservicios que permite realizar diversos trámites, acceder a información y obtener beneficios en un solo lugar.

## Gobernanza
El proyecto ChileAtiende fue desarrollado por la Unidad de Modernización y Gobierno Digital (actualmente, la División de Gobierno Digital) del Ministerio Secretaría General de la Presidencia, junto con el Instituto de Previsión Social (IPS), que implementó la iniciativa en su red de atención.
En de octubre de 2019, la administración del sitio web ChileAtiende pasó a manos del IPS, institución que quedó a cargo 100% de la mantención del portal, tanto en lo que refiere a gestión de contenidos y al desarrollo propiamente tal, como parte de las políticas de administración electrónica. Para poder acceder a la mayoría de las prestaciones de manera virtual, es necesario contar con la ClaveÚnica, contraseña que otorga el Estado chileno para acceder a trámites y prestaciones públicas digitales.